# Stuck with You
Singles de Huey Lewis and the News
The Power of Love
(1985) Hip to Be Square
(1986)
Stuck with You est une chanson interprétée par le groupe de rock américain Huey Lewis and the News sortie en single le 31 août 1986 comme premier extrait de l'album Fore!.
Elle est écrite et composée par Chris Hayes et Huey Lewis.
C'est un succès international. Aux États-Unis et au Canada, la chanson se classe en tête des ventes. Il s'agit du deuxième numéro un du groupe dans ces deux pays après The Power of Love en 1985.

## Clip
Keely Shaye Smith apparaît dans le clip vidéo réalisé par Edd Griles. 

## Classements hebdomadaires
| Classements (1986)                         | Meilleure position |
| ------------------------------------------ | ------------------ |
| Afrique du Sud (Springbok Radio)           | 5                  |
| Allemagne (GfK Entertainment)              | 15                 |
| Australie (Kent Music Report)              | 2                  |
| Autriche (Ö3 Austria Top 40)               | 23                 |
| Belgique (Flandre Ultratop 50 Singles)     | 25                 |
| Canada (RPM Top Singles)                   | 1                  |
| États-Unis (Billboard Hot 100)             | 1                  |
| États-Unis (Hot Adult Contemporary Tracks) | 1                  |
| Irlande (IRMA)                             | 11                 |
| Italie (FIMI)                              | 58                 |
| Nouvelle-Zélande (RMNZ)                    | 2                  |
| Pays-Bas (Nederlandse Top 40)              | 16                 |
| Pays-Bas (Single Top 100)                  | 21                 |
| Royaume-Uni (UK Singles Chart)             | 12                 |
| Suède (Sverigetopplistan)                  | 14                 |
| Suisse (Schweizer Hitparade)               | 14                 |

## Certifications
| Pays                  | Certification | Unités certifiées |
| --------------------- | ------------- | ----------------- |
| Canada (Music Canada) | Or            | 50 000            |